# 在云端获奖列表
《在云端》是一部2009年的美国喜剧剧情片，由贾森·雷特曼执导并与谢尔顿·特纳（Sheldon Turner）共同编剧，根据沃尔特·基恩（Walter Kirn）2001年的同名小说改编。影片获选于2009年9月6日在特柳赖德电影节进行“内部预映”（sneak preview），再于2009年9月12日在多伦多国际电影节举行了全球首映式。《在云端》 于2009年12月4日在美国上映，首个周末共有15张银幕放映，获得了超过110万美元的票房收入。2009年12月23日，影片开始在全美范围上映，第一周就进账超过1100万美元。影片最终在美国和加拿大上映了18个星期，收入7900万美元，还在其他国家赚得8300万美元。
《在云端》上映后获得了来自多个不同组织颁发的不同类别荣誉和奖项，获得的奖项提名范围包括电影本身及其剧本、导演及剪辑，还包括乔治·克鲁尼、维拉·法米加和安娜·肯德里克三位主要演员的表演。影片在第82届奥斯卡金像奖角逐中获得了6项提名，其中法米加和肯德里克都获得了女配角奖提名，但这6项提名最终都未能获奖。《在云端》为雷特曼和特纳赢得了第63届英国电影学院奖最佳改编剧本奖，此外还有4项提名。达拉斯—沃斯堡影评人协会授予《在云端》最佳影片奖，雷特曼获得了最佳导演奖，并与特纳一起得到最佳编剧奖，克鲁尼也拿下了最佳男主角奖。影片在第67届金球奖角逐中获奖5项提名，最终雷特曼和特纳一起赢得最佳编剧奖，两人还得到了美国编剧工会颁发的最佳改编剧本奖，并且此外一共还会获得超过20个奖项个24项提名。
影片获得了5项卫星奖提名，为其作曲的罗尔夫·肯特（Rolfe Kent）拿下了最佳原创配乐奖。克鲁尼、法米加和肯德里克各得到了一项美国演员工会奖提名，但最终都没能获奖。肯德里克赢得了MTV电影大奖的最佳突破性表现奖和棕榈泉国际电影节的新星奖。《在云端》共计在11个颁奖典礼上拿下最佳影片奖，其中包括佛罗里达影评人协会、爱荷华影评人协会、东南影评人协会和温哥华影评人协会。影片获得了广播影评人协会、俄亥俄中部影评人协会、丹佛影评人协会和华盛顿特区影评人协会的最佳演员奖提名，并且还在奥斯汀影评人协会、北德克萨斯影评人协会、堪萨斯影评人协会、佛罗里达影评人协会、爱荷华影评人协会和国家评论协会提名的所有奖项上胜出。服装设计师丹尼·格里克（Danny Glicker）获得了服装设计工会当代电影类最佳服装设计奖提名。此外，罗杰·埃伯特、美国电影学会和《纽约时报》都把本片列为2009年十大佳片。

## 获奖和提名
| 类别                    | 颁奖日期       | 奖项                      | 获奖或提名人                                | 结果 |
| ----------------------- | -------------- | ------------------------- | ------------------------------------------- | ---- |
| 奥斯卡金像奖            | 2010年3月7日   | 最佳影片                  | 丹尼尔·达比奇（Daniel Dubiecki）、伊万·雷特曼和贾森·雷特曼 | 提名 |
| 奥斯卡金像奖            | 2010年3月7日   | 导演                      | 贾森·雷特曼                                 | 提名 |
| 奥斯卡金像奖            | 2010年3月7日   | 原著改编                  | 贾森·雷特曼和谢尔顿·特纳                    | 提名 |
| 奥斯卡金像奖            | 2010年3月7日   | 男主角                    | 乔治·克鲁尼                                 | 提名 |
| 奥斯卡金像奖            | 2010年3月7日   | 女配角                    | 维拉·法米加                                 | 提名 |
| 奥斯卡金像奖            | 2010年3月7日   | 女配角                    | 安娜·肯德里克                               | 提名 |
| 电影剪辑师工会          | 2010年2月14日  | 最佳故事片剪辑            | 丹娜·E·格罗伯曼（丹娜·E·格罗伯曼）                         | 提名 |
| 艺术指导公会            | 2010年2月13日  | 最佳当代电影艺术指导      | 史蒂夫·萨克拉德（Steve Saklad）                         | 提名 |
| 奥斯汀影评人协会        | 2009年12月15日 | 最佳改编剧本              | 贾森·雷特曼和谢尔顿·特纳                    | 獲獎 |
| 奥斯汀影评人协会        | 2009年12月15日 | 最佳女配角                | 安娜·肯德里克                               | 獲獎 |
| 奥斯汀电影节            | 2009年10月29日 | 非竞赛单元最受观众欢迎奖  | 《在云端》                                  | 獲獎 |
| 英国电影学院奖          | 2010年2月21日  | 最佳影片                  | 丹尼尔·达比奇、伊万·雷特曼和贾森·雷特曼     | 提名 |
| 英国电影学院奖          | 2010年2月21日  | 最佳改编剧本              | 贾森·雷特曼和谢尔顿·特纳                    | 獲獎 |
| 英国电影学院奖          | 2010年2月21日  | 最佳男主角                | 乔治·克鲁尼                                 | 提名 |
| 英国电影学院奖          | 2010年2月21日  | 最佳女配角                | 维拉·法米加                                 | 提名 |
| 英国电影学院奖          | 2010年2月21日  | 最佳女配角                | 安娜·肯德里克                               | 提名 |
| 英国电影学院奖          | 2010年2月21日  | 最佳剪辑                  | 丹娜·E·格罗伯曼                             | 提名 |
| 广播影评人协会          | 2010年1月15日  | 最佳影片                  | 《在云端》                                  | 提名 |
| 广播影评人协会          | 2010年1月15日  | 最佳导演                  | 贾森·雷特曼                                 | 提名 |
| 广播影评人协会          | 2010年1月15日  | 最佳改编剧本              | 贾森·雷特曼和谢尔顿·特纳                    | 獲獎 |
| 广播影评人协会          | 2010年1月15日  | 最佳男主角                | 乔治·克鲁尼                                 | 提名 |
| 广播影评人协会          | 2010年1月15日  | 最佳女配角                | 维拉·法米加                                 | 提名 |
| 广播影评人协会          | 2010年1月15日  | 最佳女配角                | 安娜·肯德里克                               | 提名 |
| 广播影评人协会          | 2010年1月15日  | 最佳群体演员              | 《在云端》                                  | 提名 |
| 广播影评人协会          | 2010年1月15日  | 最佳剪辑                  | 丹娜·E·格罗伯曼                             | 提名 |
| 俄亥俄中部影评人协会    | 2010年1月7日   | 最佳导演                  | 贾森·雷特曼                                 | 獲獎 |
| 俄亥俄中部影评人协会    | 2010年1月7日   | 最佳男主角                | 乔治·克鲁尼                                 | 獲獎 |
| 俄亥俄中部影评人协会    | 2010年1月7日   | 最佳群体演出              | 《在云端》                                  | 提名 |
| 俄亥俄中部影评人协会    | 2010年1月7日   | 最佳改编剧本              | 贾森·雷特曼和谢尔顿·特纳                    | 獲獎 |
| 芝加哥影评人协会        | 2009年12月21日 | 最佳影片                  | 《在云端》                                  | 提名 |
| 芝加哥影评人协会        | 2009年12月21日 | 最佳导演                  | 贾森·雷特曼                                 | 提名 |
| 芝加哥影评人协会        | 2009年12月21日 | 最佳改编剧本              | 贾森·雷特曼和谢尔顿·特纳                    | 獲獎 |
| 芝加哥影评人协会        | 2009年12月21日 | 最佳男主角                | 乔治·克鲁尼                                 | 提名 |
| 芝加哥影评人协会        | 2009年12月21日 | 最佳女配角                | 维拉·法米加                                 | 提名 |
| 芝加哥影评人协会        | 2009年12月21日 | 最佳女配角                | 安娜·肯德里克                               | 提名 |
| 服装设计工会            | 2010年2月25日  | 当代电影类最佳服装设计    | 丹尼·格里克                                 | 提名 |
| 达拉斯—沃斯堡影评人协会 | 2009年12月16日 | 最佳影片                  | 《在云端》                                  | 獲獎 |
| 达拉斯—沃斯堡影评人协会 | 2009年12月16日 | 最佳导演                  | 贾森·雷特曼                                 | 獲獎 |
| 达拉斯—沃斯堡影评人协会 | 2009年12月16日 | 最佳编剧                  | 贾森·雷特曼和谢尔顿·特纳                    | 獲獎 |
| 达拉斯—沃斯堡影评人协会 | 2009年12月16日 | 最佳男主角                | 乔治·克鲁尼                                 | 獲獎 |
| 达拉斯—沃斯堡影评人协会 | 2009年12月16日 | 最佳女配角                | 维拉·法米加                                 | 提名 |
| 达拉斯—沃斯堡影评人协会 | 2009年12月16日 | 最佳女配角                | 安娜·肯德里克                               | 提名 |
| 丹佛影评人协会          | 2010年1月24日  | 最佳影片                  | 《在云端》                                  | 提名 |
| 丹佛影评人协会          | 2010年1月24日  | 最佳导演                  | 贾森·雷特曼                                 | 提名 |
| 丹佛影评人协会          | 2010年1月24日  | 最佳改编剧本              | 贾森·雷特曼和谢尔顿·特纳                    | 獲獎 |
| 丹佛影评人协会          | 2010年1月24日  | 最佳群体演出              | 《在云端》                                  | 提名 |
| 丹佛影评人协会          | 2010年1月24日  | 最佳男主角                | 乔治·克鲁尼                                 | 提名 |
| 丹佛影评人协会          | 2010年1月24日  | 最佳女配角                | 维拉·法米加                                 | 提名 |
| 丹佛影评人协会          | 2010年1月24日  | 最佳女配角                | 安娜·肯德里克                               | 提名 |
| 底特律影评人协会        | 2009年12月11日 | 最佳影片                  | 《在云端》                                  | 提名 |
| 底特律影评人协会        | 2009年12月11日 | 最佳导演                  | 贾森·雷特曼                                 | 提名 |
| 底特律影评人协会        | 2009年12月11日 | 最佳男主角                | 乔治·克鲁尼                                 | 提名 |
| 底特律影评人协会        | 2009年12月11日 | 最佳女配角                | 维拉·法米加                                 | 提名 |
| 底特律影评人协会        | 2009年12月11日 | 最佳女配角                | 安娜·肯德里克                               | 提名 |
| 底特律影评人协会        | 2009年12月11日 | 突破性表演                | 安娜·肯德里克                               | 提名 |
| 美国导演工会奖          | 2010年1月30日  | 最佳电影导演              | 贾森·雷特曼                                 | 提名 |
| 帝国奖                  | 2010年3月28日  | 最佳喜剧                  | 《在云端》                                  | 提名 |
| 帝国奖                  | 2010年3月28日  | 最佳新人                  | 安娜·肯德里克                               | 提名 |
| 佛罗里达影评人协会      | 2009年12月21日 | 最佳影片                  | 《在云端》                                  | 獲獎 |
| 佛罗里达影评人协会      | 2009年12月21日 | 最佳导演                  | 贾森·雷特曼                                 | 獲獎 |
| 佛罗里达影评人协会      | 2009年12月21日 | 最佳男主角                | 乔治·克鲁尼                                 | 獲獎 |
| 金球奖                  | 2010年1月17日  | 最佳影片（正剧类）        | 《在云端》                                  | 提名 |
| 金球奖                  | 2010年1月17日  | 最佳导演                  | 贾森·雷特曼                                 | 提名 |
| 金球奖                  | 2010年1月17日  | 最佳编剧                  | 贾森·雷特曼和谢尔顿·特纳                    | 獲獎 |
| 金球奖                  | 2010年1月17日  | 最佳男主角                | 乔治·克鲁尼                                 | 提名 |
| 金球奖                  | 2010年1月17日  | 最佳女配角奖              | 维拉·法米加                                 | 提名 |
| 金球奖                  | 2010年1月17日  | 最佳女配角奖              | 安娜·肯德里克                               | 提名 |
| 休斯顿影评人协会        | 2009年12月19日 | 最佳影片                  | 《在云端》                                  | 提名 |
| 休斯顿影评人协会        | 2009年12月19日 | 最佳导演                  | 贾森·雷特曼                                 | 提名 |
| 休斯顿影评人协会        | 2009年12月19日 | 最佳编剧                  | 贾森·雷特曼和谢尔顿·特纳                    | 獲獎 |
| 休斯顿影评人协会        | 2009年12月19日 | 最佳男主角                | 乔治·克鲁尼                                 | 獲獎 |
| 休斯顿影评人协会        | 2009年12月19日 | 最佳女配角                | 维拉·法米加                                 | 提名 |
| 休斯顿影评人协会        | 2009年12月19日 | 最佳女配角                | 安娜·肯德里克                               | 獲獎 |
| 印第安纳电影记者协会    | 2009年12月14日 | 最佳影片                  | 《在云端》                                  | 獲獎 |
| 印第安纳电影记者协会    | 2009年12月14日 | 最佳编剧                  | 贾森·雷特曼和谢尔顿·特纳                    | 獲獎 |
| 印第安纳电影记者协会    | 2009年12月14日 | 最佳男主角                | 乔治·克鲁尼                                 | 獲獎 |
| 印第安纳电影记者协会    | 2009年12月14日 | 最佳女配角                | 维拉·法米加                                 | 提名 |
| 国际摄影师工会奖        | 2010年2月17日  | 最佳女配角                | 维拉·法米加                                 | 獲獎 |
| 爱荷华影评人协会        | 2010年1月14日  | 最佳影片                  | 《在云端》                                  | 獲獎 |
| 爱尔兰电影电视奖        | 2010年2月20日  | 最佳国际女演员            | 安娜·肯德里克                               | 獲獎 |
| 堪萨斯影评人协会        | 2010年1月3日   | 最佳影片                  | 《在云端》                                  | 獲獎 |
| 堪萨斯影评人协会        | 2010年1月3日   | 最佳男主角                | 乔治·克鲁尼                                 | 獲獎 |
| 堪萨斯影评人协会        | 2010年1月3日   | 最佳改编剧本              | 贾森·雷特曼和谢尔顿·特纳                    | 獲獎 |
| 伦敦影评人协会          | 2010年2月18日  | 年度影片                  | 《在云端》                                  | 提名 |
| 伦敦影评人协会          | 2010年2月18日  | 年度导演                  | 贾森·雷特曼                                 | 提名 |
| 伦敦影评人协会          | 2010年2月18日  | 年度男演员                | 乔治·克鲁尼                                 | 提名 |
| 伦敦影评人协会          | 2010年2月18日  | 年度女演员                | 维拉·法米加                                 | 提名 |
| 洛杉矶影评人协会        | 2009年12月14日 | 最佳影片                  | 《在云端》                                  | 提名 |
| 洛杉矶影评人协会        | 2009年12月14日 | 最佳编剧                  | 贾森·雷特曼和谢尔顿·特纳                    | 獲獎 |
| 洛杉矶影评人协会        | 2009年12月14日 | 最佳女配角                | 安娜·肯德里克                               | 提名 |
| MTV电影大奖             | 2010年6月6日   | 最佳突破奖表现            | 安娜·肯德里克                               | 獲獎 |
| 国家评论协会            | 2010年1月12日  | 最佳影片                  | 《在云端》                                  | 獲獎 |
| 国家评论协会            | 2010年1月12日  | 最佳改编剧本              | 贾森·雷特曼和谢尔顿·特纳                    | 獲獎 |
| 国家评论协会            | 2010年1月12日  | 最佳男主角                | 乔治·克鲁尼                                 | 獲獎 |
| 国家评论协会            | 2010年1月12日  | 最佳女配角                | 安娜·肯德里克                               | 獲獎 |
| 北德克萨斯影评人协会    | 2010年1月11日  | 最佳男主角                | 乔治·克鲁尼                                 | 獲獎 |
| 北德克萨斯影评人协会    | 2010年1月11日  | 最佳影片                  | 《在云端》                                  | 獲獎 |
| 北德克萨斯影评人协会    | 2010年1月11日  | 最佳女配角                | 安娜·肯德里克                               | 獲獎 |
| 纽约影评人协会          | 2009年12月14日 | 最佳影片                  | 《在云端》                                  | 提名 |
| 纽约影评人协会          | 2009年12月14日 | 最佳剧本                  | 贾森·雷特曼和谢尔顿·特纳                    | 提名 |
| 纽约影评人协会          | 2009年12月14日 | 最佳男主角                | 乔治·克鲁尼                                 | 獲獎 |
| 纽约影评人协会          | 2009年12月14日 | 最佳女配角                | 维拉·法米加                                 | 提名 |
| 纽约影评人协会          | 2009年12月14日 | 最佳女配角                | 安娜·肯德里克                               | 提名 |
| 俄克拉荷马影评人协会    | 2009年12月23日 | 最佳影片                  | 《在云端》                                  | 提名 |
| 俄克拉荷马影评人协会    | 2009年12月23日 | 最佳改编剧本              | 贾森·雷特曼和谢尔顿·特纳                    | 獲獎 |
| 俄克拉荷马影评人协会    | 2009年12月23日 | 最佳男主角                | 乔治·克鲁尼                                 | 獲獎 |
| 棕榈泉国际电影节        | 2010年1月7日   | 年度导演                  | 贾森·雷特曼                                 | 獲獎 |
| 棕榈泉国际电影节        | 2010年1月7日   | 新星奖                    | 安娜·肯德里克                               | 獲獎 |
| 凤凰城影评人协会        | 2009年12月22日 | 最佳影片                  | 《在云端》                                  | 提名 |
| 凤凰城影评人协会        | 2009年12月22日 | 最佳改编剧本              | 贾森·雷特曼和谢尔顿·特纳                    | 獲獎 |
| 凤凰城影评人协会        | 2009年12月22日 | 最佳男主角                | 乔治·克鲁尼                                 | 獲獎 |
| 美国制片人协会奖        | 2010年1月24日  | 最佳电影                  | 丹尼尔·达比奇、伊万·雷特曼和贾森·雷特曼     | 提名 |
| 理查德·阿滕伯勒奖       | 2010年1月28日  | 编剧奖                    | 贾森·雷特曼和谢尔顿·特纳                    | 獲獎 |
| 卫星奖                  | 2009年12月20日 | 最佳影片（音乐剧/喜剧类） | 《在云端》                                  | 提名 |
| 卫星奖                  | 2009年12月20日 | 最佳改编剧本              | 贾森·雷特曼和谢尔顿·特纳                    | 提名 |
| 卫星奖                  | 2009年12月20日 | 最佳原创配乐              | 罗尔夫·肯特                                 | 獲獎 |
| 卫星奖                  | 2009年12月20日 | 最佳男主角                | 乔治·克鲁尼                                 | 提名 |
| 卫星奖                  | 2009年12月20日 | 最佳女配角                | 安娜·肯德里克                               | 提名 |
| 美国演员工会奖          | 2010年1月23日  | 最佳男主角                | 乔治·克鲁尼                                 | 提名 |
| 美国演员工会奖          | 2010年1月23日  | 最佳女配角                | 维拉·法米加                                 | 提名 |
| 美国演员工会奖          | 2010年1月23日  | 最佳女配角                | 安娜·肯德里克                               | 提名 |
| 东南影评人协会          | 2009年12月14日 | 最佳影片                  | 《在云端》                                  | 獲獎 |
| 东南影评人协会          | 2009年12月14日 | 最佳导演                  | 贾森·雷特曼                                 | 提名 |
| 东南影评人协会          | 2009年12月14日 | 最佳改编剧本              | 贾森·雷特曼和谢尔顿·特纳                    | 獲獎 |
| 东南影评人协会          | 2009年12月14日 | 最佳男主角                | 乔治·克鲁尼                                 | 獲獎 |
| 东南影评人协会          | 2009年12月14日 | 最佳女配角                | 安娜·肯德里克                               | 提名 |
| 圣路易斯影评人协会      | 2009年12月21日 | 最佳影片                  | 《在云端》                                  | 獲獎 |
| 圣路易斯影评人协会      | 2009年12月21日 | 最佳导演                  | 贾森·雷特曼                                 | 提名 |
| 圣路易斯影评人协会      | 2009年12月21日 | 最佳剧本                  | 贾森·雷特曼和谢尔顿·特纳                    | 提名 |
| 圣路易斯影评人协会      | 2009年12月21日 | 最佳男主角                | 乔治·克鲁尼                                 | 獲獎 |
| 圣路易斯影评人协会      | 2009年12月21日 | 最佳女配角                | 维拉·法米加                                 | 提名 |
| 圣路易斯影评人协会      | 2009年12月21日 | 最佳女配角                | 安娜·肯德里克                               | 提名 |
| 多伦多影评人协会        | 2009年12月16日 | 最佳改编剧本              | 贾森·雷特曼和谢尔顿·特纳                    | 獲獎 |
| 多伦多影评人协会        | 2009年12月16日 | 最佳男主角                | 乔治·克鲁尼                                 | 提名 |
| 多伦多影评人协会        | 2009年12月16日 | 最佳女配角                | 维拉·法米加                                 | 提名 |
| 多伦多影评人协会        | 2009年12月16日 | 最佳女配角                | 安娜·肯德里克                               | 獲獎 |
| 南加州大学编剧奖        | 2010年2月6日   | 最佳剧本                  | 贾森·雷特曼、谢尔顿·特纳和沃尔特·基恩       | 獲獎 |
| 犹他影评人协会          | 2009年12月18日 | 最佳影片                  | 《在云端》                                  | 獲獎 |
| 犹他影评人协会          | 2009年12月18日 | 最佳导演                  | 贾森·雷特曼                                 | 獲獎 |
| 犹他影评人协会          | 2009年12月18日 | 最佳女配角                | 安娜·肯德里克                               | 提名 |
| 温哥华影评人协会        | 2010年1月13日  | 最佳影片                  | 《在云端》                                  | 獲獎 |
| 温哥华影评人协会        | 2010年1月13日  | 最佳导演                  | 贾森·雷特曼                                 | 提名 |
| 温哥华影评人协会        | 2010年1月13日  | 最佳编剧                  | 贾森·雷特曼和谢尔顿·特纳                    | 獲獎 |
| 温哥华影评人协会        | 2010年1月13日  | 最佳男主角                | 乔治·克鲁尼                                 | 提名 |
| 温哥华影评人协会        | 2010年1月13日  | 最佳女配角                | 维拉·法米加                                 | 獲獎 |
| 温哥华影评人协会        | 2010年1月13日  | 最佳女配角                | 安娜·肯德里克                               | 提名 |
| 美国编剧工会奖          | 2010年2月20日  | 最佳改编剧本              | 贾森·雷特曼和谢尔顿·特纳                    | 獲獎 |
| 华盛顿特区影评人协会    | 2009年12月7日  | 最佳影片                  | 《在云端》                                  | 獲獎 |
| 华盛顿特区影评人协会    | 2009年12月7日  | 最佳改编剧本              | 贾森·雷特曼和谢尔顿·特纳                    | 獲獎 |
| 华盛顿特区影评人协会    | 2009年12月7日  | 最佳导演                  | 贾森·雷特曼                                 | 提名 |
| 华盛顿特区影评人协会    | 2009年12月7日  | 最佳男主角                | 乔治·克鲁尼                                 | 獲獎 |
| 华盛顿特区影评人协会    | 2009年12月7日  | 最佳女配角                | 维拉·法米加                                 | 提名 |
| 华盛顿特区影评人协会    | 2009年12月7日  | 最佳女配角                | 安娜·肯德里克                               | 提名 |
| 华盛顿特区影评人协会    | 2009年12月7日  | 最佳突破表演              | 安娜·肯德里克                               | 提名 |
| 华盛顿特区影评人协会    | 2009年12月7日  | 最佳群戏                  | 《在云端》                                  | 提名 |